# 市谷長延寺町
市谷長延寺町（日语：／ Ichigaya-chōenjimachi */?）是東京都新宿區的町名。未實施住居表示。2013年8月1日為止的人口為170人。郵遞區號162-0847。

## 地理
位於新宿區東部，市谷站西側一角，左內坂東側崖下。東鄰市谷砂土原町，南部至西部接市谷左内町，北接市谷鷹匠町。町內有都營長延寺公寓、大日本印刷設施和少數公寓。

## 歷史
慶長年間，此地為御納戶同心組屋敷。元祿年間，此地成立市谷長延寺谷町，後併入市谷砂土原町一丁目。1872年（明治5年）長延寺與其門前再次成立市谷長延寺谷町。

### 地名由來
地名源自於當地的長延寺。寺院在明治中期轉至杉並區和田，現為都營長延寺公寓。

## 交通
町域内沒有鐵路車站，可利用市谷站。

## 設施
- 都營長延寺公寓

## 備註
1. ↑  『角川日本地名大辞典 13　東京都』、角川書店、1991年再版、P872
2. ↑  .   [2013-08-09]. （原始内容存档于2014-08-19）.

## 外部連結
- 新宿區役所 （页面存档备份，存于）